# Jock Taylor (Rennfahrer)
John Robert „Jock“ Taylor (* 9. März 1954 in Pencaitland, Schottland; † 15. August 1982 in Imatra, Finnland) war ein britischer Motorradrennfahrer.

## Leben
Taylor begann seine Karriere 1974 als Beifahrer des Rennfahrers Kenny Andrews in der Gespann-Klasse. Bereits ein Jahr später nahm er mit einem eigenen Gespann auf Basis einer BSA als Pilot mit dem Beifahrer Lewis Ward an Straßen- und Rundstreckenrennen teil. 1976 wechselte er auf ein Gespann des britischen Kleinherstellers Imp. 1977 stieg er auf eine Konstruktion mit einer TZ 700 als Basis um. Fortan trat Taylor nur noch mit Modellen von Yamaha an und wurde prompt britischer Vizemeister in der Klasse der Seitenwagen. In der neuen Saison nahm er an internationalen Wettbewerben auf Windle teil. Ward, dem dieses Engagement zu viel wurde, verließ das „Boot“ und wurde von Kenny Arthur bei der Isle of Man TT und Jamie Neil bei den Läufen zur Weltmeisterschaft ersetzt. Der Schwede Benga Johansson ergänzte ab 1977 das Team der Beifahrer. Mit ihm fuhr Taylor seine größten Erfolge ein, wie etwa seinen ersten Sieg bei einem WM-Lauf um den Großen Preis von Schweden 1979 oder den Weltmeistertitel 1980. Im selben Jahr stellten die beiden einen neuen Rundrekord bei der TT mit 106,08 mph (170,72 km/h) in ihrer Klasse auf. Die folgende Weltmeisterschaft beendeten sie auf dem dritten Platz. Auf dem anspruchsvollen und unter normalen Bedingungen schon schwierigen Kurs des großen Großen Preises von Finnland im Jahr 1982 verlor Taylor bei starkem Regen durch Aquaplaning die Kontrolle über das Gespann und prallte auf einen Telefonmast. Er wurde gerade von Sanitätern und Streckenpersonal aus dem Wrack befreit, als ein weiterer Fahrer an der gleichen Stelle die Kontrolle verlor und Taylor tödlich verletzte. Darauf wurde die Rennstrecke von Imatra aus dem Rennkalender genommen. Alljährlich findet ein sogenannter Memorial Ride – eine Ausfahrt von Motorradfahrern im Gedenken an Jock Taylor – in seinem Heimatort Pencaitland und durch das umliegende County statt.

## Statistik

### Erfolge
- 1980 – Seitenwagen-Weltmeister auf Windle-Yamaha mit Beifahrer Benga Johansson

Isle-of-Man-TT-Siege
| Jahr | Klasse                      | Beifahrer       | Maschine | Durchschnittsgeschwindigkeit |
| ---- | --------------------------- | --------------- | -------- | ---------------------------- |
| 1980 | Sidecar (Gespanne) Rennen 2 | Benga Johansson | Yamaha   | 103,19 mph (166,07 km/h)     |
| 1981 | Sidecar (Gespanne) Rennen 1 | Benga Johansson | Yamaha   | 107,02 mph (172,23 km/h)     |
| 1981 | Sidecar (Gespanne) Rennen 2 | Benga Johansson | Yamaha   | 104,55 mph (168,26 km/h)     |
| 1982 | Sidecar (Gespanne) Rennen 2 | Benga Johansson | Yamaha   | 106,09 mph (170,74 km/h)     |

Grand-Prix-Siege
| Jahr | Klasse   | Maschine      | Rennen                       |
| ---- | -------- | ------------- | ---------------------------- |
| 1979 | Gespanne | Windle-Yamaha | Großer Preis von Schweden    |
| 1980 | Gespanne | Windle-Yamaha | Dutch TT                     |
| 1980 | Gespanne | Windle-Yamaha | Großer Preis von Belgien     |
| 1980 | Gespanne | Windle-Yamaha | Großer Preis von Finnland    |
| 1980 | Gespanne | Windle-Yamaha | Großer Preis von Deutschland |
| 1981 | Gespanne | Fowler-Yamaha | Großer Preis von Österreich  |